# Martinho da Arcada
Pour les articles homonymes, voir Arcada.
Martinho da Arcada ou Café-Restaurante Martinho da Arcada est un café-restaurant situé 3 praça do Comércio sous les arcades − d'où son nom  − à Lisbonne au Portugal. C'est le plus ancien café de la ville encore en activité (il existe depuis 1778) ; il est particulièrement connu pour sa fréquentation par des élites culturelles lisboètes et en particulier par Fernando Pessoa.
Le café fait l'objet de plusieurs classements de protection,.

## Fréquentation culturelle

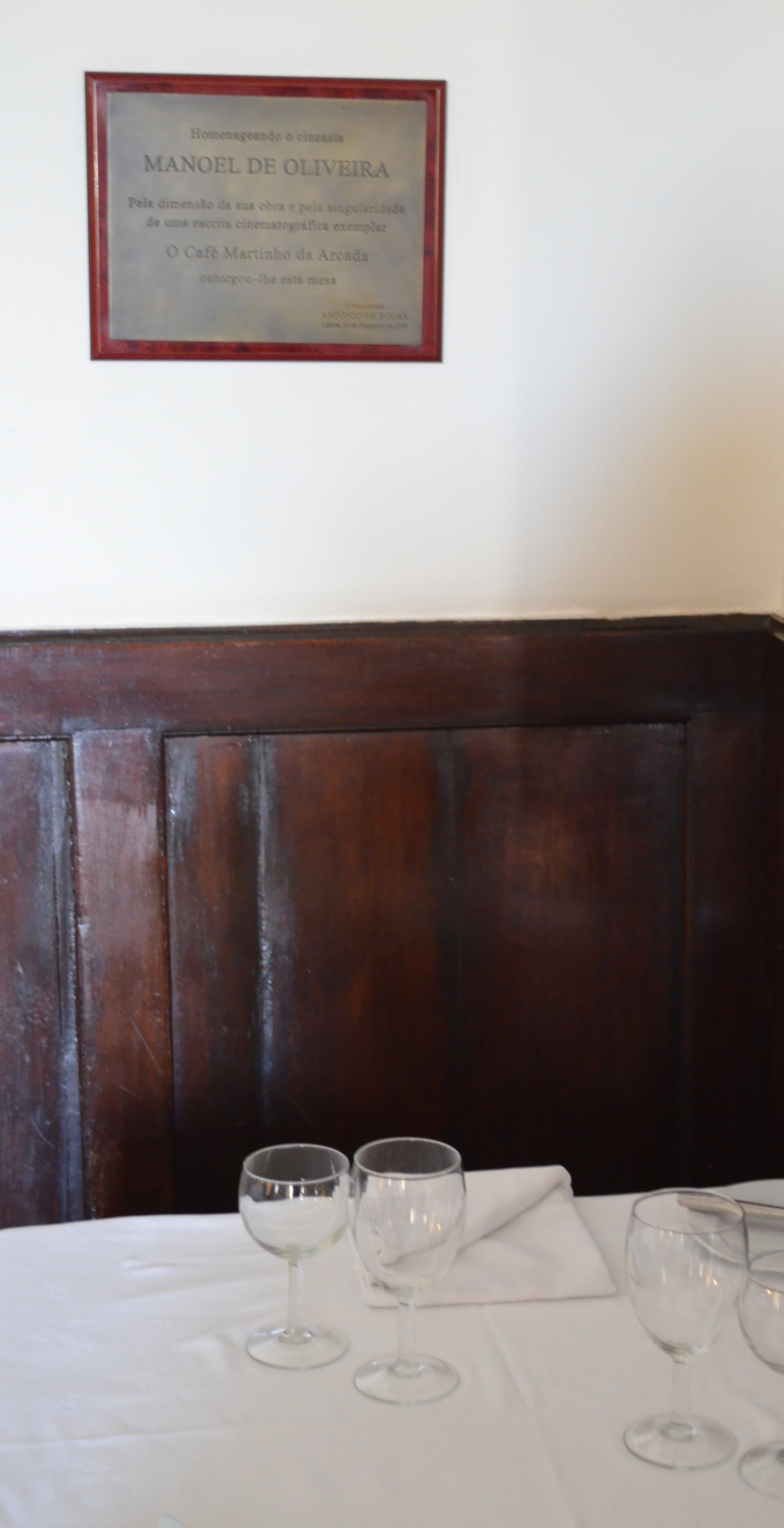
La table de Manoel de Oliveira et la plaque lui rendant hommage

Outre Fernando Pessoa, on peut citer le cinéaste Manoel de Oliveira, le peintre Júlio Pomar ou encore les auteurs José Saramago et Eduardo Lourenço, aux rangs des clients réguliers du café.